# Okoličná na Ostrove
Okoličná na Ostrove est un village de Slovaquie situé dans la région de Nitra. La population est majoritairement magyarophone.

## Histoire
La première mention écrite du village date de 1229. Alors austro-hongroise, la ville est occupée en 1918 par les troupes tchécoslovaques, avant que le Traité de Trianon ne reconnaisse son transfert à la Tchécoslovaquie. Réintégrée à la Hongrie fasciste de 1938 à 1945, elle revient une deuxième fois à la Tchécoslovaquie lors de la Libération. Lors de la partition du pays, Okoličná na Ostrove devient slovaque.

## Démographie

### Évolution de la population
| Année:               | 1994. | 2004.   | 2014.   | 2024.   |
| -------------------- | ----- | ------- | ------- | ------- |
| Nombre de personnes: | 1461  | 1427    | 1512    | 1442    |
| Différence:          |       | -2,32 % | +5,95 % | -4,62 % |

| Année:               | 2023. | 2024.   |
| -------------------- | ----- | ------- |
| Nombre de personnes: | 1451  | 1442    |
| Différence:          |       | -0,62 % |